# Kreuztal Güterbahnhof
Der Rangierbahnhof Kreuztal Güterbahnhof der DB InfraGO AG ist ein Bahnhofsteil des Bahnhofes Kreuztal und verfügt über ein Berggleis und 19 Richtungsgleise bis zu 800 m Länge. Die ablaufenden Eisenbahngüterwagen beziehungsweise -wagengruppen werden hinter dem Ablaufberg durch zwei Talbremsen abgebremst. Die Laufzielbremsung in den Richtungsgleisen erfolgt durch Hemmschuhleger, die die Wagen dort zum Stehen bringen.
Kreuztal Gbf verfügt über eine manuelle Bremsprobeanlage. Außerdem besteht die Möglichkeit, Eisenbahnwagen auf einer statischen und einer dynamischen Gleiswaage zu verwiegen.
Angeschlossen an den Bahnhof Kreuztal liegt ein von DB Cargo aufgegebener Containerbahnhof. Er wurde von der Kreisbahn Siegen-Wittgenstein gekauft und wird heute von dieser betrieben. Diese eröffnete am 14. September 2018 das neue „Container-Terminal Südwestfalen“. Ferner ist dem Rangierbahnhof eine beim Personenbahnhof gelegene, nicht mehr für den Bahnverkehr benötigte Stückgutumladehalle angeschlossen.
Der Rangierbahnhof ist offiziell in die zweite Zugbildungsbahnhofs-Kategorie der DB als Knotenbahnhof eingestuft.